# Бадалов, Степан Тигранович
Степан Тигранович Бадалов (1919—2014) — советский и узбекский минералог и геохимик, доктор геолого-минералогических наук (1962), профессор (1968). Заслуженный деятель науки Республики Узбекистан, почётный член Российского минералогического общества. Создатель изотопной геохимии.

## Биография
Родился 26 августа 1919 года в городе Чарджуй. Детство провел в узбекских городах Каган и Коканд.
В июне 1941 года окончил в Ташкенте Горный факультет Средне-Азиатского индустриального института, по специальности Геология и разведка полезных ископаемых.
С июля 1941 по май 1945 года участвовал в Великой Отечественной войне (в 1942 году — техник-интендант 2 ранга), воевал на Сталинградском, 4 Украинском и Прибалтийском фронтах.
С 1 июня 1946 года работал в Институте геологии АН Узбекской ССР (в дальнейшем — Институт геологии и геофизики АН Уз. ССР; Институт геологии и геофизики имени Хабиба Абдуллаева Академии наук Республики Узбекистан), прошёл путь от аспиранта до заведующего лабораторией геохимических циклов и процессов.
- В 1950 году, под руководством академика А. С. Уклонского, защитил кандидатскую диссертацию по теме: «Минералогия урано-ванадиевого месторождения Темир-Кабук (северный склон Нуратинского хребта)».
- В 1962 году защитил докторскую диссертацию на тему: «Минералогия, геохимия и генетические особенности эндогенных месторождений Алмалыкского рудного района».

Более 40 лет преподавал геохимию и минералогию на геологическом факультете Ташкентского государственного университета
В 1969 году составил «Периодическую систему протоизотопов химических элементов» с их чередованием по атомным весам. Для 81 стабильного химического элемента установил около 540 изотопов, из которых 270 стабильных.
Научный руководитель 4 докторских и 42 кандидатских диссертаций, в том числе аспирантов из Вьетнама, Мали и Авганистана. Создал научную школу в области минералогии и геохимии рудных месторождений.
Он со своими учениками описал более 50 новых минеральных видов на Алмалыкском рудном поле.
Скончался 17 июля 2014 года в городе Ташкенте.

## Награды, премии и звания
- 1945 — Медаль «За победу над Германией в Великой Отечественной войне 1941—1945 гг.»
- 19[уточнить] — Медаль За трудовую доблесть
- 1971 — Почётный знак «Первооткрыватель месторождения», за открытие Кальмакырского редкометального месторождения (рений, осмий).
- 1976 — Заслуженный деятель науки Узбекской ССР (Заслуженный деятель науки Республики Узбекистан).
- 1985 — Орден Отечественной войны II степени[5].
- 1988 — Государственная премия СССР, за создание новой горнорудной сырьевой базы.

## Членство в организациях
- 1957 — КПСС
- 1950 — Всесоюзное минералогическое общество, почётный член Российского минералогического общества (1992)[6]
- Почётный председатель Минералогического общества Узбекистана

## Память
В честь С. Т. Бадалова был назван минерал бадаловит (англ. Badalovite; Na2Mg2Fe3+(AsO4)3) — новый минерал c вулкана Толбачик, Камчатка. Зеленоватые мелкие кристаллы на базальтовом шлаке лавы. Фумарола Арсенатная, 2 шлаковый конус, Северный прорыв, Большое трещинное Толбачинское извержение..
26 сентября 2019 года во Всероссийском научно-исследовательском институте минерального сырья имени Н. М. Федоровского состоялись научные чтения, посвящённые столетию со дня рождения Степана Тиграновича Бадалова.